# Omar Khir Alanam

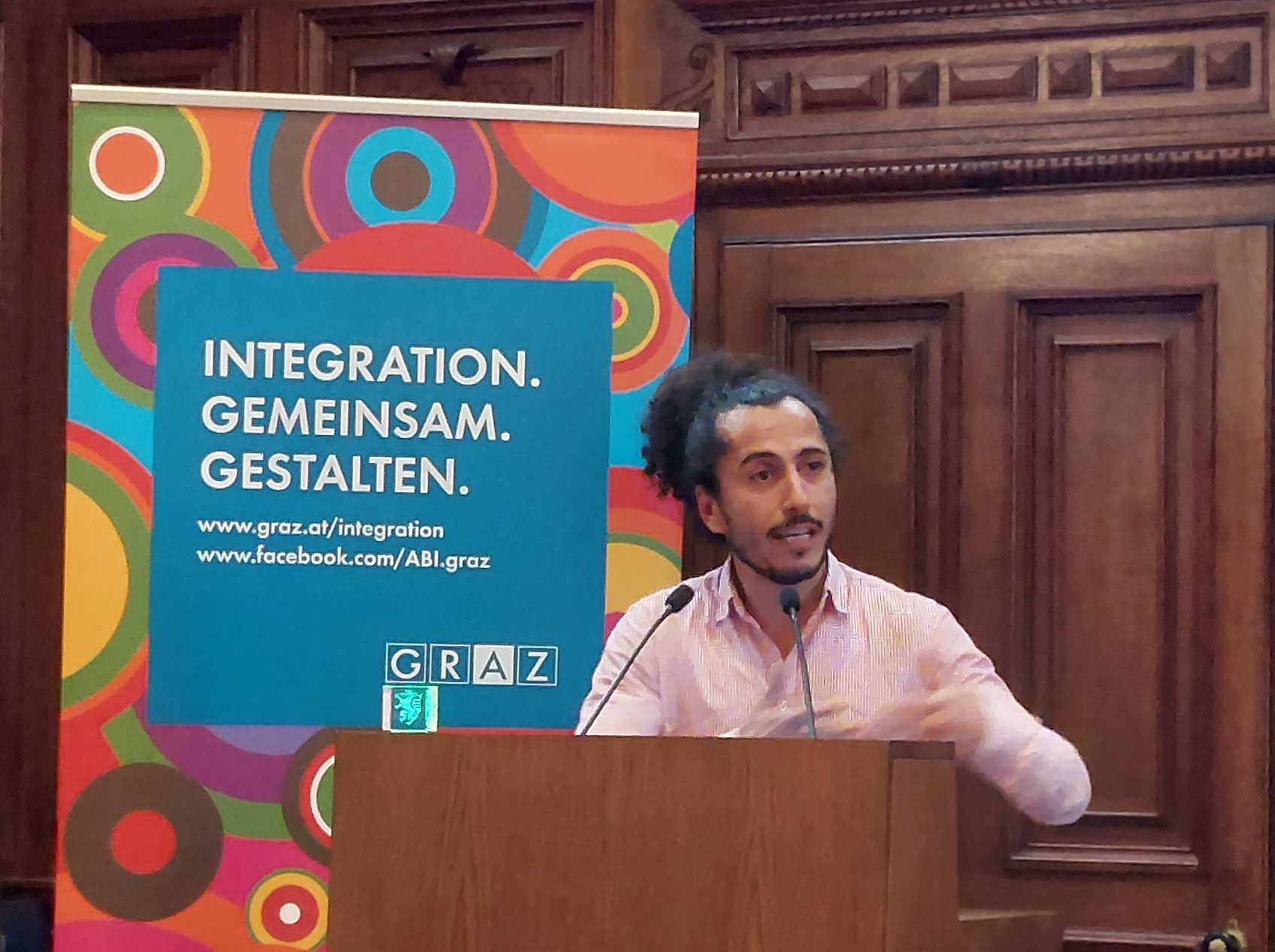
Omar Khir Alanam bei einem Vortrag (2024)

Omar Khir Alanam (* 13. Mai 1991 in Ost-Ghuta) ist ein syrisch-österreichischer Autor, Speaker und Trainer. Bekannt wurde er durch seine Bücher, die sich mit seiner Fluchtgeschichte sowie den kulturellen Unterschieden zwischen Österreich und seiner syrischen Heimat beschäftigen und seiner Teilnahme in der ORF-Sendung Dancing Stars 2023.

## Leben
Aufgewachsen in seinem Geburtsort, studierte Omar Khir Alanam BWL in Damaskus und Latakia. Nach Ausbruch des syrischen Bürgerkrieges brach er das Studium ab. Er floh zunächst in den Libanon, dann in die Türkei. Über die Balkanroute gelangte er im Jahr 2014 nach Österreich, wo er die deutsche Sprache erlernte und eine Ausbildung zum Fachsozialbetreuer mit Schwerpunkt Kulturvermittlung absolvierte. Im Rahmen eines Schreibworkshops kam er mit der Poetry-Slam-Szene in Berührung und machte sich bald durch eigene Auftritte einen Namen.
Als Autor verfasst er Lyrik- und Prosatexte, die zunächst im Internet und in Magazinen veröffentlicht wurden. Sein Erstlingswerk als Buchautor (Danke! Wie Österreich meine Heimat wurde) erschien 2018 und landete auf der Morawa-Bestsellerliste. 2020 folgten ein Gedichtband (Auf der Reise im Dazwischen) und das Buch Sisi, Sex und Semmelknödel, in dem er erzählt, wie er die Österreicher und ihre Eigenarten erlebt. In dem 2022 erschienenen Buch Feig, faul und frauenfeindlich berichtet er über die wechselseitigen Vorurteile zwischen Einheimischen und Zugewanderten. Sein zuletzt erschienenes Werk heißt Gspusis, Gspür und wilde Gschichten und beschäftigt sich mit den Unterschieden im Liebesleben und in Beziehungen zwischen den beiden in ihm vereinten Kulturen. In allen seinen Büchern beleuchtet er gesellschaftliche Themen und kämpft für Toleranz und gegenseitiges Verständnis.
Omar Khir Alanam ist außerdem als Trainer und Speaker tätig und arbeitet mit großen Firmen und Unternehmen zusammen, um Führungskräfte und Mitarbeiter zu inspirieren und zu stärken. Seine Themen sind Diversität, Resilienz und interkulturelles Verständnis. Für seine Keynotes reist er durch ganz Österreich und Deutschland.
Neben seiner literarischen Laufbahn bietet Omar Khir Alanam auch Integrations- und Schreibworkshops an Schulen an und tritt als Interviewpartner in Print- und Rundfunkmedien in Erscheinung.
Im Frühjahr 2023 nahm er an der ORF-Tanzshow Dancing Stars teil und belegte den siebten Platz.

## Bücher
- 2024: Gspusis, Gspür und wilde Gschichtn: Ein Syrer entdeckt das österreichische Liebesleben. edition a, Wien, ISBN 978-3-99001-694-7.
- 2022: Feig, faul und frauenfeindlich – Was an euren Vorurteilen stimmt und was nicht. edition a, Wien, ISBN 978-3-99001-548-3.
- 2020: Sisi, Sex und Semmelknödel – Ein Araber ergründet die österreichische Seele. edition a, Wien, ISBN 978-3-99001-381-6.
- 2020: Auf der Reise im Dazwischen. Edition Thanhäuser, Ottensheim, ISBN 978-3-900986-99-5.
- 2018: Danke! Wie Österreich meine Heimat wurde. edition a, Wien, ISBN 978-3-99001-268-0.

## Filmografie
- 2021: Jedermann auf Reisen (Regie: Wolfgang Tonninger)

## Auszeichnungen
- 2018: Platz 2 in der Morawa-Bestsellerliste, Kategorie Sachbuch, für Danke! Wie Österreich meine Heimat wurde
- 2017: Platz 3 bei der österreichischen Poetry-Slam-Meisterschaft
- 2017: Platz 3 bei der steirisch-kärntnerischen Poetry-Slam-Landesmeisterschaft